# Джерело Божої любові
Джерело́ Бо́жої любо́ві — гідрологічна пам'ятка природи місцевого значення в Україні. Розташована на території Тернопільського району Тернопільської області, на північній околиці села Кип'ячка (при в'їзді в село). 
Площа 0,03 га. Статус присвоєно згідно з рішенням Тернопільської обласної ради № 838 від 8.12.2017 року. Перебуває у віданні: Великоберезовицька селищна рада. 
Статус присвоєно з метою охорони та збереження  природного джерела, цінного у природоохоронному, історико-культурному та естетичному відношеннях. Вода чиста, відсутній неприємний запах, прохолодна, має добрі смакові якості. Біля джерела здійснено каптажні роботи, змонтовано підпірну стінку. Вода витікає потужним струменем.